# Un baión para el ojo idiota
Un baión para el ojo idiota es el tercer álbum de estudio del grupo musical de Argentina Patricio Rey y sus Redonditos de Ricota, fue editado en 1988. Según el Indio Solari, vocalista y líder del grupo junto a Skay Beilinson es una de las grabaciones que mejor capta el espíritu y la idea musical del grupo durante esos años. Varias canciones del álbum se han convertido en clásicos del grupo como «Masacre en el puticlub», «Todo preso es político», «Vencedores vencidos», «Todo un palo» y «Vamos las bandas».

## Historia
El grupo empezó a grabar el álbum en medio de un cambio en su formación, por lo que el sonido del álbum terminó siendo distinto a su entrega anterior Oktubre. En cambio, el tercer álbum Un baión para el ojo idiota presenta un sonido mucho más sólido, saliendo de los tonos menores y acordes atípicos, y comenzando a utilizar guitarras eléctricas distorsionadas y ritmos de batería en donde se siente un sonido de rock and roll más clásico, en algunos casos recuperando el sonido festivo de Gulp!. La nueva formación incluía a Sergio Dawi en saxofón reemplazando a Willy Crook quien tocó en varios conciertos de 1987 antes de la llegada de Sergio, y a Walter Sidotti en batería reemplazando al Piojo Abalos. Finalmente el nuevo trabajo fue presentado en vivo los días 13, 14, 21 y 28 de mayo de 1988 en el Teatro Bambalinas de la calle Chacabuco. Agregaron una nueva función el día 4 de junio.

## Arte
La realización fue de Rocambole, dijo que:

Son referencias al título: estaba el televisor pero no se me ocurría una imagen de la idiotez. Hasta que un día encontré una instalación hecha por mi hija (Marilu) era un muñeco con collares, antifaz, chupete. Después le agregué el perro, que es una constante de la literatura solariana. El grupo se hizo más popular y mis obras empezaron a reproducirse, prefiero que estén en la calle que en un museo. A mí siempre me interesó más el arte de las historietas que el de las muestras a las que va un montón de gente a tomar vino y charlar.

## Lista de canciones
- Todas las canciones fueron compuestas por Indio Solari y Skay Beilinson, excepto donde está indicado.

1. «Masacre en el puticlub» (4:48)
2. «Noticias de ayer» (4:25)
3. «Aquella solitaria vaca cubana» (4:16)
4. «Todo preso es político» (5:56)
5. «Vencedores vencidos» (3:30)
6. «Vamos las bandas» (3:27)
7. «Ella debe estar tan linda» (4:02) (Solari/Beilinson/Bucciarelli)
8. «Todo un palo» (7:25)

## Videos musicales
- «Masacre en el puticlub» (1988)

## Canciones descartadas
- La parabellum del buen psicópata

## Presentación
| Lugar              | Ciudad                          | Fecha                   |
| ------------------ | ------------------------------- | ----------------------- |
| Teatro Bambalinas  | Ciudad Autónoma de Buenos Aires | 13 y 14 de mayo de 1988 |
| Teatro Bambalinas  | Ciudad Autónoma de Buenos Aires | 21 y 28 de mayo de 1988 |
| Teatro Bambalinas  | Ciudad Autónoma de Buenos Aires | 4 de junio de 1988      |
| Salón Cervecero    | Quilmes                         | 11 de junio de 1988     |
| Airport Discoteque | Ciudad Autónoma de Buenos Aires | 19 de junio de 1988     |
| Cemento            | Ciudad Autónoma de Buenos Aires | 2 de julio de 1988      |
| Teatro Tronador    | Mar del Plata                   | 9 de julio de 1988      |
| Cemento            | Ciudad Autónoma de Buenos Aires | 30 de julio de 1988     |
| Estadio Atenas     | Ciudad de La Plata              | 13 de agosto de 1988    |
| Cemento            | Ciudad Autónoma de Buenos Aires | 27 de agosto de 1988    |
| Estadio Atenas     | Ciudad de La Plata              | 3 de septiembre de 1988 |
| Airport Discoteque | Ciudad Autónoma de Buenos Aires | 25 de noviembre de 1988 |
| Garage La Plata    | Ciudad de La Plata              | 8 de diciembre de 1988  |
| Skylab Disco       | San Justo                       | 7 de julio de 1989      |

## Personal
- Voz: Indio Solari.
- Guitarras: Skay Beilinson.
- Bajo: Semilla Bucciarelli.
- Saxofón: Sergio Dawi.
- Batería: Walter Sidotti.
- Saxofón: Gonzalo Palacios  (Invitado).
- Piano: Lito Vitale (Invitado).

Personal adicional
- Técnico: Roberto Fernández.
- Idea gráfica: Marilú Cohen.
- Nueve milímetros: Poli.
- Realización: Rocambole.[3]